# Insjön (Eckerö, Åland)
Insjön är en sjö i Åland (Finland). Den ligger i den västra delen av landskapet, 20 km nordväst om huvudstaden Mariehamn. Insjön ligger 19 meter över havet. Den ligger på ön Eckerö. Arean är 4,2 hektar och strandlinjen är 1,13 kilometer lång. Sjön  ingår i Norra Ålands havs avrinningsområde. 